# Linda Maria Baros
Linda Maria Baros (6 de agosto de 1981, Bucareste) é uma poetisa, tradutor e ensaísta de língua francesa e romena que vive em Paris (França).

## Biografia
- estudante - Escola Centrala, Bucareste, e Lycée Victor Duruy, Paris, França
- aluno - Universidade Paris-Sorbonne, Paris IV – Licenciamento e Mestrado - literatura moderna, Diploma de estudos aprofundados – literatura comparada
- doutorando em literatura comparada da Universidade Paris-Sorbonne, Paris IV, França, e da Universidade de Bucareste, Roménia
- sócia da União dos Escritores da Roménia (a partir de 2002)
- leitora de uma das grandes editoras francesas (a partir de 2005)
- fundadora e diretora da revista literária VERSUs/m, Bucareste, Roménia (a partir de 2005)
- idealizadora e organizadora do Festival Primavara Poetilor/Le Printemps des Poètes – A Primavera dos Poetas na Roménia (a partir de 2005)
- secretária adjunta da Associação dos Tradutores da Literatura Romena, sediada em Paris (a partir de 2006)
- embaixadora cultural da Roménia no âmbito da Temporada Cultural Europeia 2008, França
- secretária geral adjunta da Associação La Nouvelle Pléiade (Nova Plêiade, Paris, a partir de 2009)
- responsável pela seção de poesia da revista francesa Seine et Danube, Paris (a partir de 2009)

## Obra literária
Estreia literária em 1988 numa revista de Bucareste.

### Poesia
- 2001 - Amurgu-i departe, smulge-i rubanul!  (O pôr do Sol está longe, arranca-lhe a fita!), Roménia
- 2003 - Poemul cu cap de mistret (O Poema com cabeça de javali), Editora Vinea, Roménia
- 2004 - Le Livre de signes et d’ombres (Livro de signos e sombras), Cheyne éditeur – Prémio da Vocação poética, França
- 2006 - La Maison en lames de rasoir (A casa de lâminas de barbear), Cheyne éditeur, segunda edição, 2008 – Prémio Guillaume Apollinaire 2007, França
- 2009 - L’Autoroute A4 et autres poèmes (Auto-estrada A4 e outros poemas), Cheyne éditeur, França

Seus poemas foram traduzidos em espanhol, italiano, inglês, holandês, albanês, esloveno, sérvio, búlgaro, árabe, japonês, finlandês.

### Crítica literária
- 2005, Passer en carène. Éloge pour une cuisine de province de Guy Goffette, estudos críticos na língua francesa, Editora Muzeul Literaturii Române, Roménia
- 2005, Les Recrues de la damnation, estudos críticos na língua francesa, Editora Muzeul Literaturii Române

### Teatro
- 2002, A venit la mine un centaur… (Veio a mim um centauro...) peça de teatro, META, Roménia
- 2003, Marile spirite nu se ocupa niciodata de nimicuri (Os Grandes espíritos nunca tratam de bagatelas), peça de teatro, Editora Muzeul Literaturii Române

### Traduções
Cerca de vinte livros ; traduções do romeno para francês - Nichita Stănescu, Mircea Bârsilă, Ioan Es. Pop, Simona Popescu, Manfred Szilagyi etc. ; traduções do francês/espanhol/inglês para romeno - Henri Michaux, Boris Vian, Guy Goffette, Collette Nys-Mazure, José Luis Reina Palazón, Maria Antonia Ortega, Alphonse Daudet, Johanna Spyri, James Oliver Curwood etc. A Biblioteca ZOOM – 125 autores traduzidos

### Revistas literárias
Poemas de Linda Maria Baros em Po&sie, Aujourd’hui poème, NUNC, Poésie 2003, Aujourd’hui poème, Europe, La Revue littéraire, Confluences poétiques, Pyro, Seine et Danube, MIR, La page blanche, La Traductière, Hauteurs, Littérales (Paris, França), Électron libre (Rabat, Marrocos), Galateea, Observator München (Alemanha), International Notebook of Poetry/Caietele internaţionale de poezie (Estados Unidos), Bunker Hill (Holanda), ABC, Alora, la bien cercada, El Coloquio de los Perros (Espanha), Contre-jour (Canadá), Le Journal des Poètes, Langue vive,  Revolver (Bélgica), Le Quotidien, Tageblatt, Le Jeudi (Luxemburgo), Gradina, Poetika, Književni list (Sérvia), Viaţa românească, Luceafărul, Adevărul literar şi artistic, Ziua literară, Contemporanul, Argeş, Calende, Tribuna, Astra, Familia, Noua literatură, Ziarul de duminica, Academia de poezie, Apostrof (Roménia), Beagle (Japão), Horizon Review (Inglaterra), Scritture Migranti (Itália) etc.

## Antologias de poesia
Poemas de Linda Maria Baros na antologias:
- L’Année poétique 2005. Anthologie Seghers, antologia elaborada por Patrice Delbourg e Jean-Luc Maxence, Éditions Seghers, França, 2006
- Apokalipsa. Zlati coln 2005, antologia elaborada e traduzida por Barbara Pogacnik, Ljubljana, Eslovénia, 2006
- VERSUs/m - Zoom 2007, Editora Exigent, Roménia, 2007
- Literatura tânara 2007 (A Literatura jovem 2007), volume editado pela União dos Escritores da Roménia, Roménia,2007
- Poesía francesa contemporánea. Diecisiete poetas (Poesia francesa contemporânea. Dezassete poetas), antologia elaborada por Lionel Ray, trad. Francisco Torres Monreal, Paola Masseau, Daniel Gallego Hernández, Jesús Belotto Martínez, Lancelot, Espanha, 2008
- Voix de la Méditerranée 2008, Éditions Clapas, França, 2008
- Poëzie van dichters uit de hele wereld, Poetry International, Roterdão, Holanda, 2008
- Poésies de langue française. 144 poètes d’aujourd’hui autour du monde (Poesia na língua francesa. 144 poetas de hoje de todo o mundo), antologia elaborada por Stéphane Bataillon, Sylvestre Clancier e Bruno Doucey, Éditions Seghers, França, 2008 Editions Seghers[ligação inativa]
- Ailleurs 2008. Une année en poésie (Algures 2008. Um ano de poesia), Museu Arthur Rimbaud, Charleville-Mézières, França, 2009
- Kijk, het heeft gewaaid, Poetry International, Roterdão, Holanda, 2009
- Anthologie de la poésie amoureuse, antologia elaborada por Marc Alyn, Écriture, França, 2010
- Couleurs femmes, antologia de poesia, prefácio de Marie-Claire Bancquart, éditions Le Castor Astral & Le Nouvel Athanor, França, 2010
- Runoilevien naisten kaupunki - runoilta, antologia de poesia, Editora Tammi, Helsínquia, Finlândia, 2010

## Manuais escolares
- O poema Caii de mina (Os cavalos mineiros) é apresentado no manual Língua e literatura romenas. Manual do XII-o ano, autora Doina Rusti, Editora Paralela 45, Roménia, 2007

## Prémios literários
- Prémio de poesia, Festival Le Printemps des Poètes, França, 2001
- Prémio Les Plumes de l'Axe – pela tradução dos livros de Boris Vian e Henri Michaux, França, 2001
- Prémio de tradução da Academia Internacional Mihai Eminescu, Roménia, 2002
- Prix de la Vocation (Prémio pela Vocação poética), prémio de poesia - Le Livre de signes et d’ombres, Cheyne éditeur, França, 2004 Prix de la Vocation
- Prix Guillaume Apollinaire (Prémio Guillaume Apollinaire) 2007, prémio de poesia - La Maison en lames de rasoir, Cheyne éditeur, França, 2006 Le Printemps des Poètes
- O Grande Prémio de poesia Ion Minulescu do Festival Os Dias da Poesia de Olt, pelo livro A casa de lâminas de barbear, Editora Cartea Româneasca, Roménia, 2008

## Bolsas, workshops de tradução
- Le Collège Européen des Traducteurs Littéraires de Seneffe (bolsista), Bélgica, 2003
- The 3rd Poetry Translation Workshop The Golden Boat, Eslovénia, 2005
- Le Centre de Rencontres Abbaye Neumünster, Institut Pierre Werner, Luxemburgo, 2006
- Vertalershuis (Casa dos tradutores, bolsista), Amsterdão, Holanda, 2007

## Festivais internacionais de poesia
- Festival Internacional de Literatura de Neptun (Roménia), 2002
- Festival Internacional de Poesia de Rabat (Marrocos), 2004
- Festival Le Printemps des Poètes (França), 2005
- La Biennale Internationale de poésie de Liège (Bélgica), 2005
- Odyssey International Festival, Amã (Jordânia), 2005
- Festival Internacional de Poesia Antares Roménia, 2006
- Festival Internacional de Poesia Teranova (França), 2006
- Le Printemps des Poètes (França), 2007
- Lectures sous l’Arbre (França), 2007
- Lire en fête (França), 2007
- Le Festival Dacia - Méditerranée (França), 2007
- World Poetry Day, Belgrado (Sérvia), 2008
- Le Printemps Balkanique. Insolite Roménia (França), 2008
- Le Printemps des Poètes Paris (França), 2008
- La Mar de Letras Cartagena (Espanha), 2008
- Le Printemps des Poètes (Luxemburgo), 2008
- Primavera dei Poeti (Itália),, 2008
- Les Voix de la Méditerranée, Lodève (França), 2008
- European Voices (França), 2008
- Ailleurs poétiques (França), 2008
- Poetry International, Roterdão (Holanda), 2008 Poetry International Web
- Le Festival International de la Poésie de Trois-Rivières, Québec (Canadá), 2008 FIPTR
- La Biennale de la poésie, Saint-Quentin-en-Yvelines (França), 2009
- Le Printemps des Poètes (França), 2009
- Paris en toutes lettres (França), 2009
- Lectures sous l’Arbre (França), 2009
- Terre et poésie (França), 2009
- Festival Mucho Más Mayo Cartagena (Espanha), 2010
- Le Printemps des Poètes (França), 2010
- À vous à lire (França) , 2010